# تيموثي يانغ
تيموثي يانغ قالب:Lang-zh-tw (و. 1942 – م) هو دبلوماسي، وسياسي، من تايوان، هو عضوٌ في الكومينتانغ.

## التعليم
تعلم في جامعة تشينجتشي الوطنية.